# Jay O. Sanders
Jay O. Sanders, född 16 april 1953 i Austin, Texas, är en amerikansk skådespelare. Sanders har verkat som skådespelare sedan sent 1970-tal. Han har sedan dess spelat många biroller i kända Hollywoodfilmer. Han filmdebuterade i en biroll i komedifilmen Börja om från början 1979. Samma år debuterade han på Broadway i pjäsen Loose Ends.
2019 tilldelades han New Yorks teaterpris Drama Desk Award för sin roll som Onkel Vanja på Hunter College Theater.

## Filmografi, urval
- 1979 – Börja om från början
- 1983 – Cross Creek
- 1988 – Tucker – en man och hans dröm
- 1989 – Ärans män
- 1990 – Ursäkta, är vi gifta?
- 1991 – JFK
- 1995 – Tre önskningar
- 1996 – Daylight
- 2002 – Widows (TV-serie)
- 2004 – The Day After Tomorrow
- 2006 – Half Nelson
- 2008 – Cadillac Records
- 2008 – Revolutionary Road
- 2011 – Pan Am (TV-serie)
- 2014 – True Detective (TV-serie)
- 2022 – Bardo, en osann berättelse om en handfull sanningar